# 鮮于銀淑
鮮于銀淑（1959年12月24日—），韓國女演員。

## 演出作品

### 電視劇
- 1981年：KBS《大命》
- 1983年：KBS《開國》飾演 魯国公主
- 1983年：KBS《一個》
- 1990年：KBS《農場僱工的日常》
- 1991年：KBS《小偷的妻子》
- 1991年：KBS《我們都是中產階層》
- 1995年：KBS《路》
- 1998年：KBS《你與我的歌》
- 1999年：MBC《美麗的陽光》
- 2000年：MBC《壞朋友》
- 2000年：KBS《秋日童話》飾演 俊熙、芯愛的母親
- 2000年：KBS《Rna》
- 2000年：MBC《越來越愛》
- 2001年：MBC《美味關係》
- 2001年：KBS《生命花》
- 2001年：KBS《明成皇后》飾演 感古堂李氏
- 2001年：KBS《愛情奇蹟》飾演 李淑熙
- 2001年：KBS《純情》
- 2002年：SBS《漂流的愛情》
- 2002年：SBS《正在戀愛中》
- 2002年：MBC/TBS《命運之戀》
- 2003年：SBS《All In 真愛賭注》
- 2003年：KBS《黃色手帕》
- 2003年：KBS《人魚公主》
- 2003年：SBS《窈窕淑女》
- 2003年：SBS《興夫家葫蘆開了》
- 2003年：SBS《今年》
- 2003年：MBC《出軌》飾演 金如思
- 2004年：KBS《浪漫滿屋》飾演 英宰母
- 2004年：MBC《英雄時代》
- 2004年：MBC《熱情》
- 2005年：KBS《危險的愛情》
- 2005年：SBS《那夏天的颱風》
- 2005年：KBS《復活》飾演 金梨華
- 2006年：MBC《很愛很愛妳》飾演 池秀賢
- 2006年：MBC《不可阻擋的High Kick》
- 2007年：MBC《泡菜乳酪微笑》飾演 鮮于銀淑
- 2009年：SBS《不要猶豫》
- 2009年：SBS《妻子回來了》飾演 朴正淑
- 2011年：MBC《危險的女人》飾演 羅燕淑
- 2012年：JTBC《我們可以結婚嗎》飾演 金恩慶
- 2013年：SBS《黃金帝國》飾演 劉順玉
- 2014年：JTBC《貴夫人》飾演 方正心
- 2014年：SBS《只屬於我的你》飾演 羅純心
- 2016年：SBS《愛是點點滴滴》飾演 林順福
- 2017年：MBC《歸來的福丹芝》飾演 朴美淑
- 2022年：KBS 《黄金面具》飾演 金惠庆

### 電影
- 1980年：《三次笑的女人》
- 1987年：《燕山君》
- 2002年：《色即是空》
- 2004年：《幼齒老婆》
- 2006年：《卑劣的街頭》
- 2007年：《色即是空2》
- 2018年：《Gate（朝鲜语：게이트 (영화)）》飾演 玉子

## 外部連結
- NAVER （页面存档备份，存于）